# Acetil-CoA C-acetiltransferasi
La acetil-CoA C-acetiltransferasi è un enzima appartenente alla classe delle transferasi, che catalizza la seguente reazione:
2 acetil-CoA ⇄ CoA + acetoacetil-CoA